# الوريث (مسلسل قطري)
الوريث مسلسل قطري اجتماعي كوميدي من إنتاج تلفزيون قطر 1992 و عرض في بداية شهر رمضان لعام 1412 هـ· 
من تأليف طارق عثمان 
ومن إخراج علي الحمادي

## القصة
يسعى عبد العزيز المفتلت ( ناصر المؤمن ) مع أمه سبيكة ( سميرة أحمد ) إلى استعادة التركة التي تركها له والده عقب وفاته والتي استولى عليه عمه شقيق والده عبد الكريم المفتلت ( غازي حسين ) و الذي يتميز بالبخل الشديد والتناقض الكبير بين آرائه وأفعاله التي تميل دائماً لتغليب مصلحته الشخصية وزيادة المال الذي يكسبه، وفي المقابل تعاني أسرته من بخله الشديد .
عبد العزيز أو عزوز كما يطلق عليه في المسلسل إنسان يختلف نمط تفكيره عن محيطه من الناس وذلك يعود لإطلاعه على الكتب وثقافته التي تدخله في كثير من المواقف بسبب تصادمها مع هذا المحيط، يحاول مشاركة أفكاره مع أبناء عمه عبد الكريم : عادل ( عبدالله عبد العزيز ) و فضة ( سناء بكر يونس ) بحيث يشاركهم بعض كتبه التي يقرأها والتي لا يرضى بتواجدها عمه عبد الكريم لأنه يعتقد أن هذه الكتب لها تأثيرها في تغيير أفكار أبنائه وبالتالي انقلابه عليهم وتصديهم له ولقراراته ويعاقبهم إذا وجد بأيدهم إحدى الكتب التي يعطيها لهم عبد العزيز وتشاركهم في العقوبات التي يفرضها عبد الكريم زوجته كلثم ( هدية سعيد ) المغلوب على أمرها .
يمر عبد العزيز بعدة مواقف في المسلسل في محاولة استعادة تركة والده ليقرر بعد أن ضاقت به السبل السفر مع والدته إلى دولة الإمارات العربية المتحدة حيث يعيش هناك فرع آخر من عائلة المفتلت وذلك من أجل إقناع كبير العائلة هناك عبد الوهاب المفتلت بمساعدته في مشكلته ليفاجئ عند وصوله بوفاته وبدخول أبناءه في دوامة من المشاكل حول تركة والدهم أيضاً سالم ( أحمد الجسمي ) و فيصل ( عبدالله المناعي ) و ناصر ( سيف الغانم ) و زوجاتهم دلال ( أمينة موسى ) و شيخة ( فاطمة الحوسني ) التي يحاول والدها حامد بن منصور ( محمد الجناحي ) تدمير شركة العائلة والإستيلاء على ما تبقى من ثروة العائلة بمساعدة ابنته ولكن عبد العزيز يقف له بالمرصاد بالحيلة والدهاء مع خميس المفتلت القادم من مسقط من عمان ( طالب محمد ) .
وبعد أن ينتهي عبد العزيز من حل مشاكل أقربائه يعود معهم إلى الدوحة في قطر ليفاجئ بوفاة عمه عبد الكريم المفتلت .

## الممثلين
- غازي حسين بدور عبد الكريم المفتلت .
- سميرة أحمد بدور سبيكة أم عبد العزيز .
- هدية سعيد بدور كلثم زوجة عبد الكريم .
- ناصر المؤمن بدور عبد العزيز المفتلت ( عزوز ) .
- سناء بكر يونس بدور فضة بنت عبد الكريم .
- عبد الله عبد العزيز بدور عادل بن عبد الكريم .
- محمد الجناحي بدور حامد بن منصور .
- أحمد الجسمي بدور سالم بن عبد الوهاب المفتلت .
- سيف الغانم بدور ناصر بن عبد الوهاب المفتلت .
- عبدالله المناعي بدور فيصل بن عبد الوهاب المفتلت .
- فاطمة الحوسني بدور شيخة بنت حامد بن منصور وزوجة فيصل .
- أمينة موسى بدور دلال زوجة سالم .
- طالب محمد بدور خميس المفتلت .
- محمد مفتاح
- مبارك الكواري
- حمد عبد الرضا